# Ünye

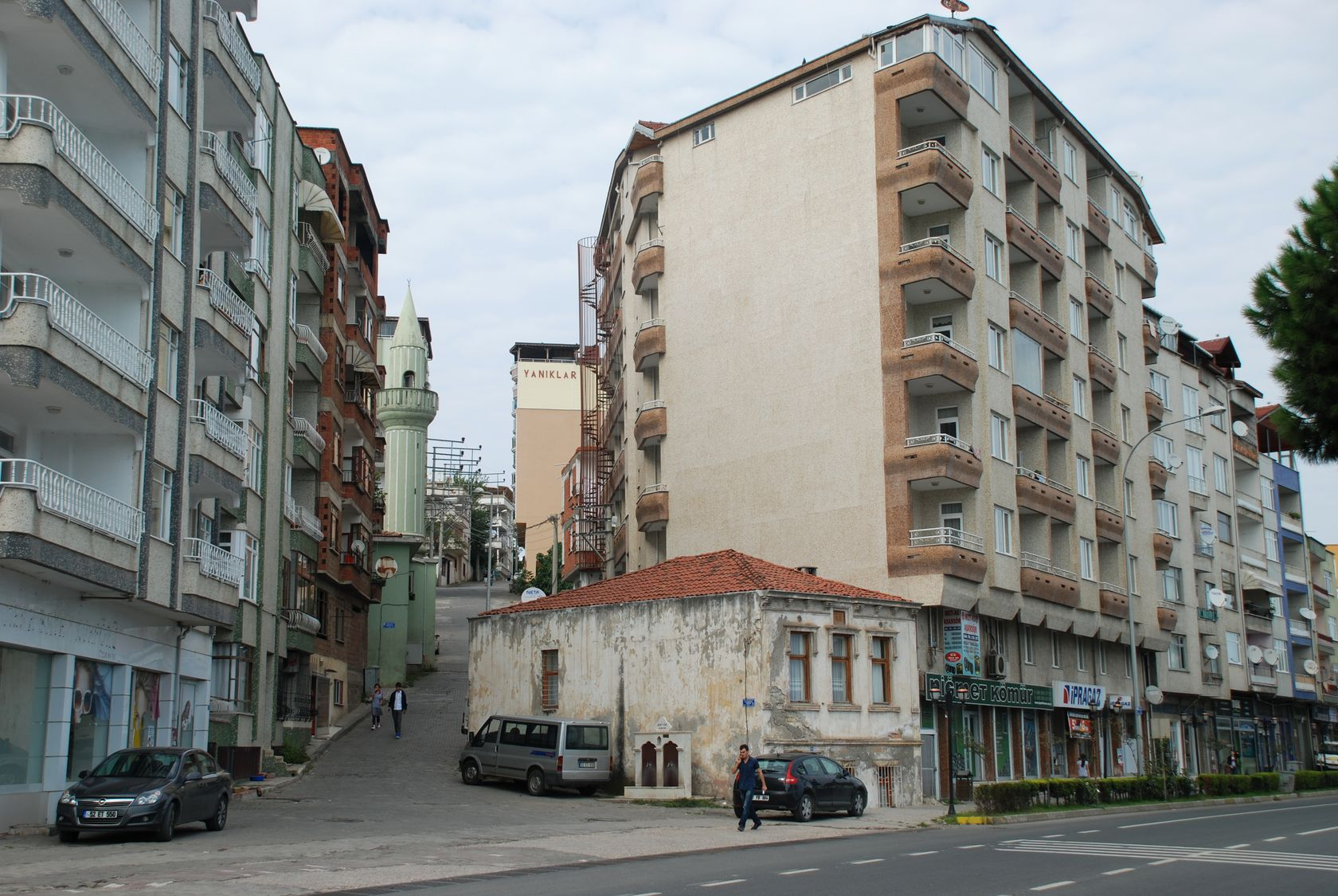
A street in Ünye city center

Ünye est une ville et un district situés à 76 kilomètres au nord-ouest de la province d'Ordu, dans la région de la mer Noire en Turquie.

## Économie
L'économie de la région est essentiellement basée sur l'agriculture, notamment celle de la noisette, qui constitue le moteur de l'économie locale,. La majeure partie des villages sont couverts de jardins de noisettes. Les plantations tel que le maïs, les noix, les figues ou les légumes de saisons ne représentent pas une place importante dans la vie économique. Elles sont la plupart du temps cultivées pour des besoins personnels ou bien pour en vendre une partie dans les marchés.
En dehors de l'agriculture, la plus grande entreprise industrielle de la ville est une usine de ciment. Le port de la ville n'a pas réussi à retrouver sa dynamique d’antan.

## Géographie
Son climat pontique est de type subtropical humide (Köppen:  Cfa ). En 2012 la ville affichait 77 568 habitants. Après l'intégration de la commune d'Ordu dans la municipalité métropolitaine d'Ünye en 2014, la population est passée à 118 910 habitants à la fin de 2015.

## Histoire
Le nom Oinòe (Οινόη en grec antique) évoque la viticulture et a donné le nom turc Ünye. C'était une colonie de Milet fondée cinq siècles avant notre ère, mais une agglomération existait déjà ici un millénaire auparavant, à l'époque hittite. Sa population était formée de Casquéens « tisseurs de lin et éleveurs de porcs », de Scythes « éleveurs de chevaux » et de Chalybes « forgerons ». L'histoire de la ville est celle de l'Ouest du pays pontique : après la longue période romano-byzantine, Ünye échoit successivement aux Danichmendides de 1086 à 1098, 1141 à 1144 et de 1150 à 1157, au Sultanat de Rum de 1188 à 1204, 1214 à 1228 et de 1230 à 1243, à l'empire de Trébizonde de 1204 à 1214, 1228 à 1230, 1243 à 1297 et de 1302 à 1346 (pendant ces phases, en 1290, le basileus Ioannis Comnenos y bâtit une grande forteresse encore visible) et au beylicat de Hacıemiroğlu de 1297 à 1302 et de 1346 à 1461 lorsqu'elle devient ottomane.
Même si une minorité parmi les habitants adopte l'islam et la langue turque pour échapper au « haraç » (double-capitation sur les non-musulmans) et à la « pédomazoma » (enlèvement des garçons pour le corps des janissaires), la population locale reste en grande partie grecque pontique et arménienne, et elle prospère, au point qu'en 1806 les Lazes musulmans vivant dans les montagnes pontiques attaquent et dévastent Ünye. Les habitants, conduits par l'évêque Mélétios, fuient par la mer vers Sinope. La ville est ensuite repeuplée et reconstruite par des turcs de diverses origines : Yörüks des monts Taurus, Lazes descendus des Alpes pontiques, Tatars expulsés de Crimée ou du Boudjak par l'Empire russe, Karatchaïs et Balkars venus du Caucase. En 1923 la minorité chrétienne encore présente est expulsée vers la Grèce selon le traité de Lausanne.